# Friedrich Krastel

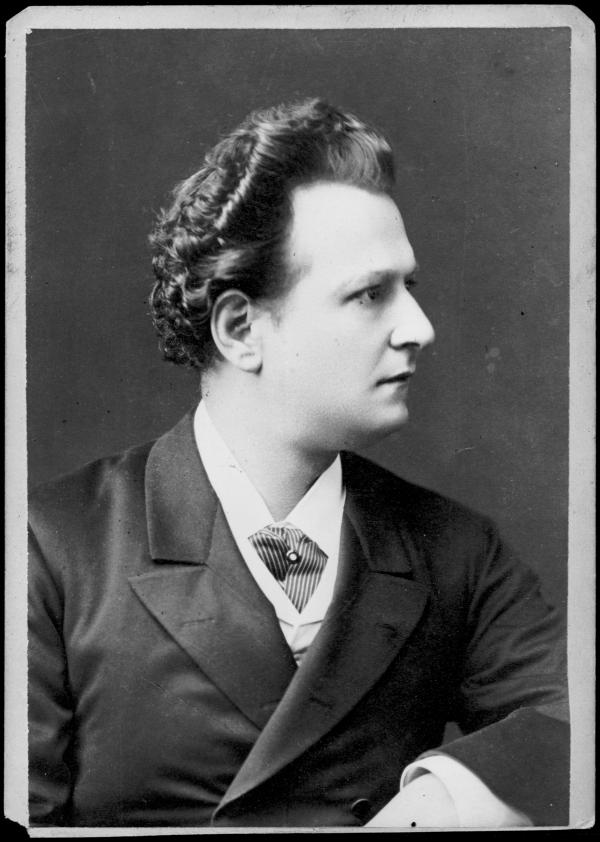
Friedrich Krastel

Friedrich Krastel (* 9. April 1839 in Mannheim; † 12. Februar 1908 in Wien) war ein deutsch-österreichischer Theaterschauspieler und -regisseur sowie Librettist.

## Leben
Friedrich Krastel, Sohn eines Choristen, sollte auf Wunsch seines Vaters Theologie studieren. Er wandte sich aber dem Schauspiel zu und erhielt 1856 ein Engagement am Hoftheater Karlsruhe. Durch seine Rolle des Raoul in der Jungfrau von Orleans von Schiller wurde Eduard Devrient auf ihn aufmerksam und förderte ihn. Heinrich Laube engagierte Krastel 1864 für ein Gastspiel ans Wiener Burgtheater, an dem Krastel dann bis an sein Lebensende blieb. Ab 1888 war er auch als Regisseur tätig und wurde 1892 Inspektor der Schauspielschule des Wiener Konservatoriums und Lehrer.
Krastel war verheiratet mit Louise Maria Gaul, einer Schwester der beiden Maler Gustav und Franz Xaver Gaul.
Krastel ist in einem ehrenhalber gewidmeten Grab auf dem Wiener Zentralfriedhof (Gruppe 31B, Reihe 13, Nummer 4) beerdigt. 1930 wurde die Krastelgasse in Wien-Meidling nach ihm benannt.

## Bedeutung
Friedrich Krastel war ein ausgesprochener Publikumsliebling des Wiener Burgtheaters. Er verkörperte sehr erfolgreich Helden und jugendliche Liebhaber, wobei ihm sein ansprechendes Äußeres sehr entgegenkam. Besonders unter weiblichen Verehrerinnen herrschte die Mode, Krastel-Locken zu sammeln. Sein späterer Wechsel ins Fach der Heldenväter war dann nicht mehr so erfolgreich.

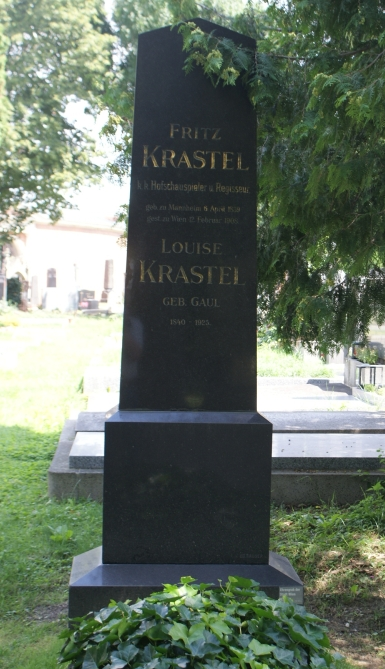
Grabstätte von Fritz Krastel

Krastel betätigte sich auch als Tänzer und verfasste Libretti.